# Iglesia de Santi Giovanni e Teresa
La iglesia de los Santos Juan y Teresa es una de las iglesias monumentales de Nápoles; se encuentra en el distrito de Chiaia.

## Historia
La iglesia fue construida por las nobles hermanas teresianas en 1746; éstas, decidieron abandonar el convento de San José en Pontecorvo. En el lugar donde hoy se encuentra la estructura, decidieron fundar el nuevo convento y retirarse al claustro. El templo está ubicado en una carretera que desde tiempos inmemoriales ha intentado unir la zona montañosa con la del paseo marítimo: la subida es "La calata San Francesco" llamada popularmente "L'imbrecciata".
El templo fue erigido en 1747, las obras se aceleraron aún más gracias a la intervención del rey Carlos III de Borbón. El arquitecto que intervino fue Domenico Antonio Vaccaro, aunque algunos estudiosos han avanzado algunas dudas sobre tal autoría. La presunta prueba contundente radica en que el templo en cuestión tiene indudables rasgos en común con otra iglesia diseñada por Vaccaro (iglesia de Santa Maria de la Concepción en Montecalvario).
El convento contiguo se utilizó entonces como hospital; la estructura religiosa, además de representar un lugar de culto, es un testimonio barroco notable en Nápoles.

## Descripción
La iglesia es una muestra del barroco napolitano. La fachada es armoniosa y ligeramente diferente del resto del conjunto. Muestra un portal de entrada enmarcado entre dos columnas y coronado por un tímpano roto; en la parte superior destaca un gran ventanal con adornos de estuco blanco.  
En el interior, por contra, destaca el altar mayor elevado sobre una escalinata del resto del conjunto. Ocho pilares sostienen la cúpula.  
Entre las obras destacables las estatuas de los santos titulares colocadas en el altar mayor son del escultor Manuel Pacheco, quien también esculpió los frontales de los altares laterales, a su vez coronados por dos lienzos de Giuseppe Bonito. La pequeña pintura ovalada sobre el tabernáculo del altar mayor también se puede atribuir al pintor Stabiese. 
Por último, cabe mencionar dos obras sobre lienzo de Francesco De Mura conservadas en la sacristía, totalmente pintadas al fresco en estilo rococó.

## Galería

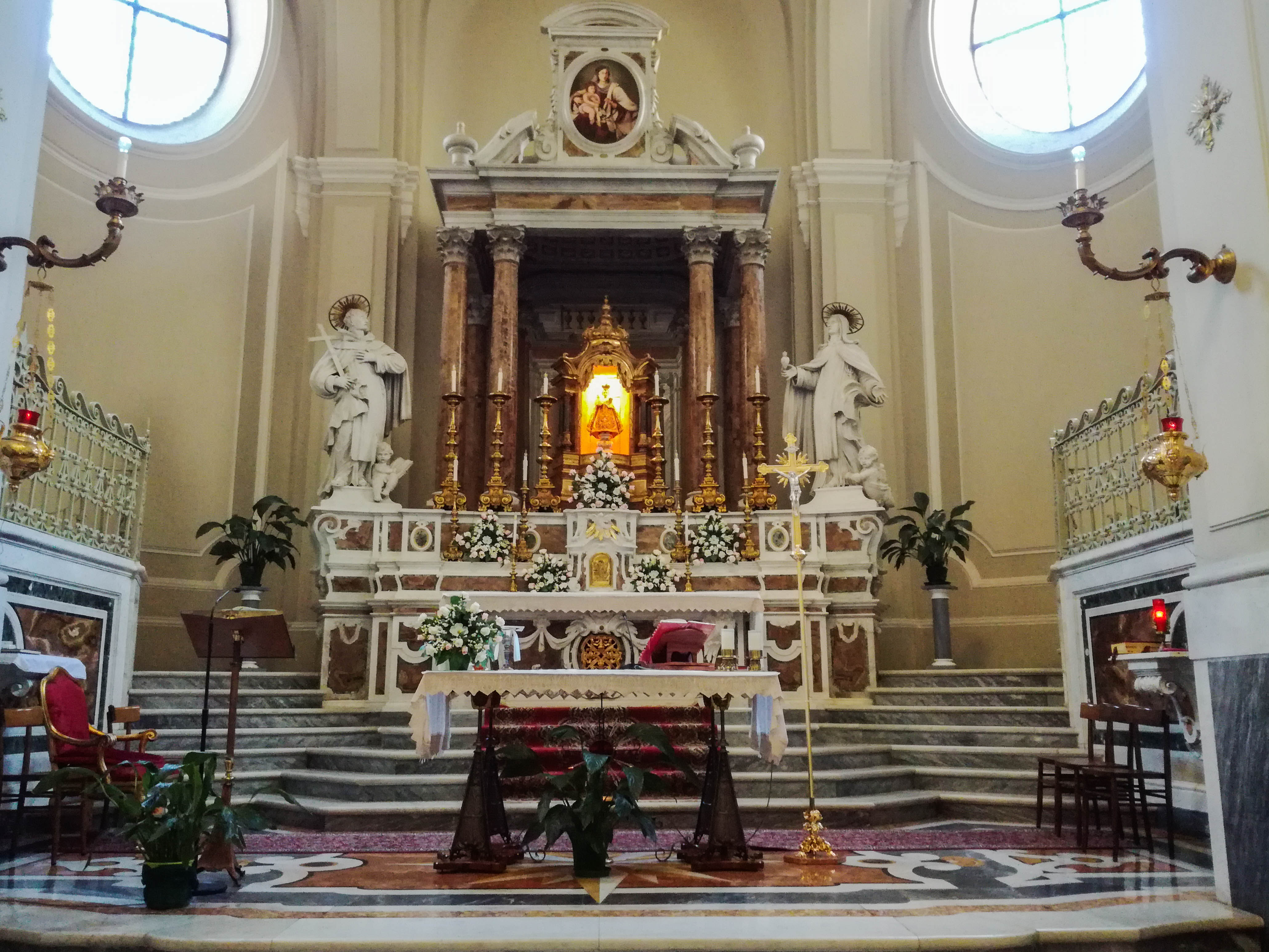
Altar mayor
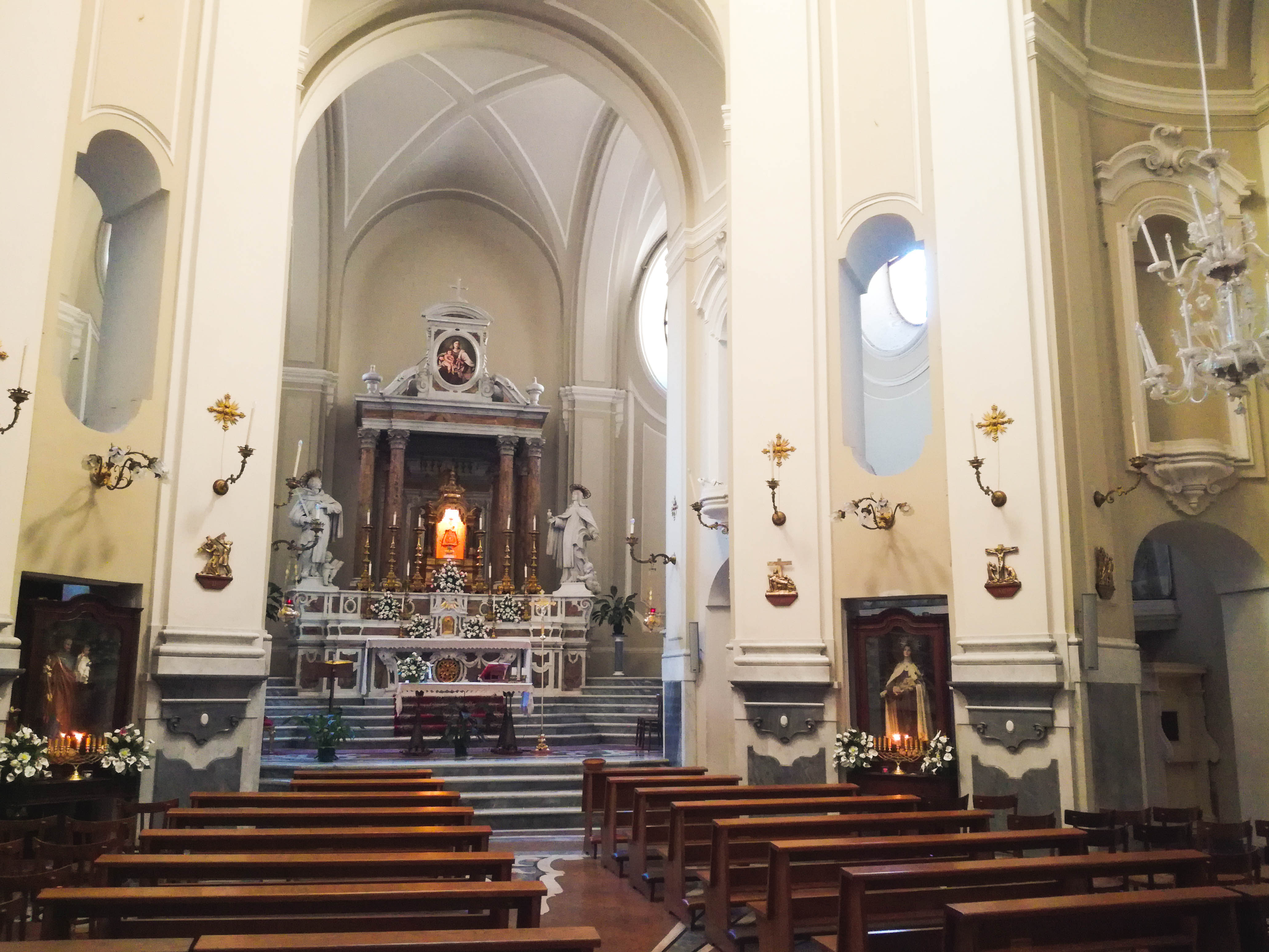
Vista del interior
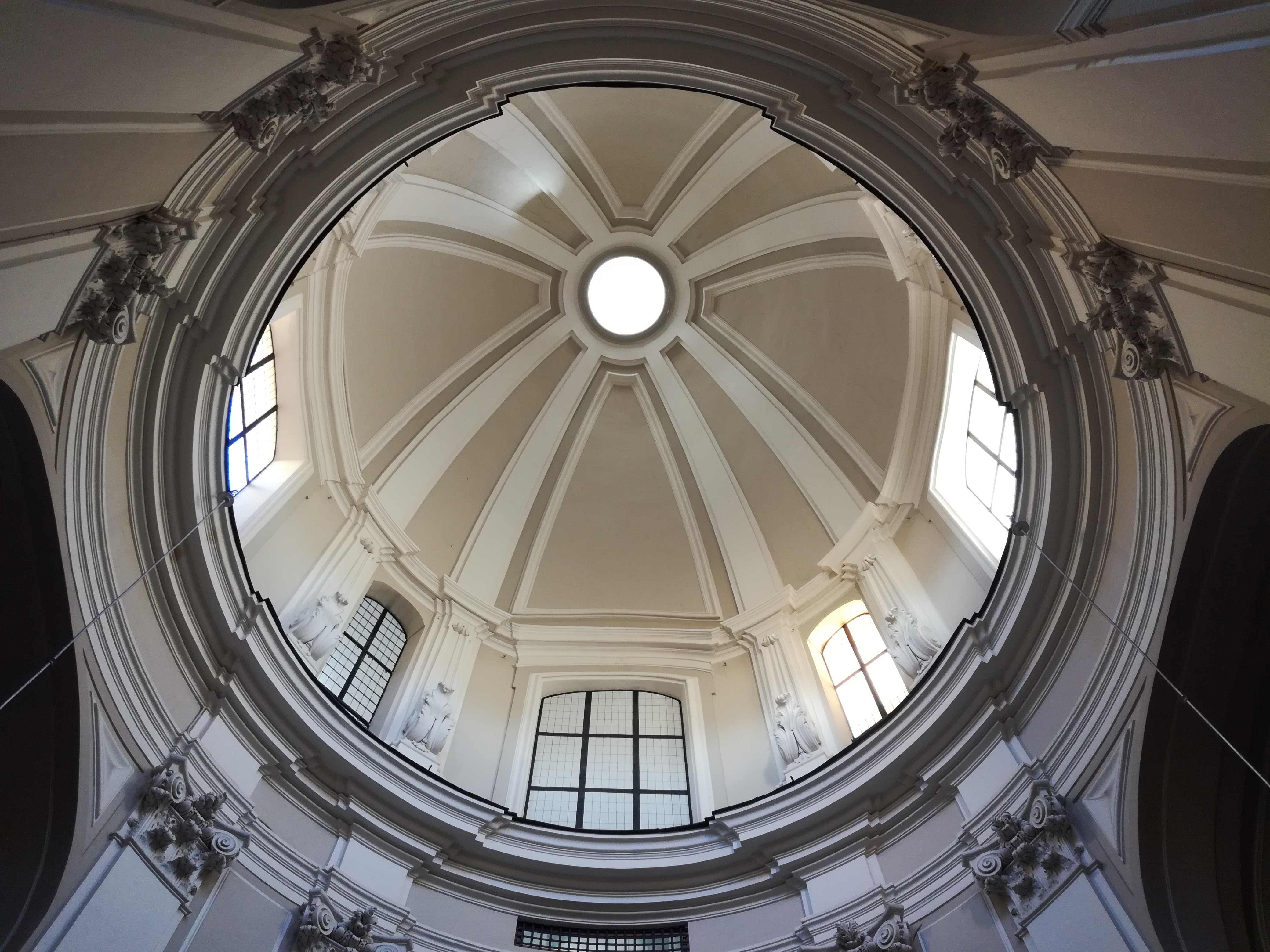
La cúpula
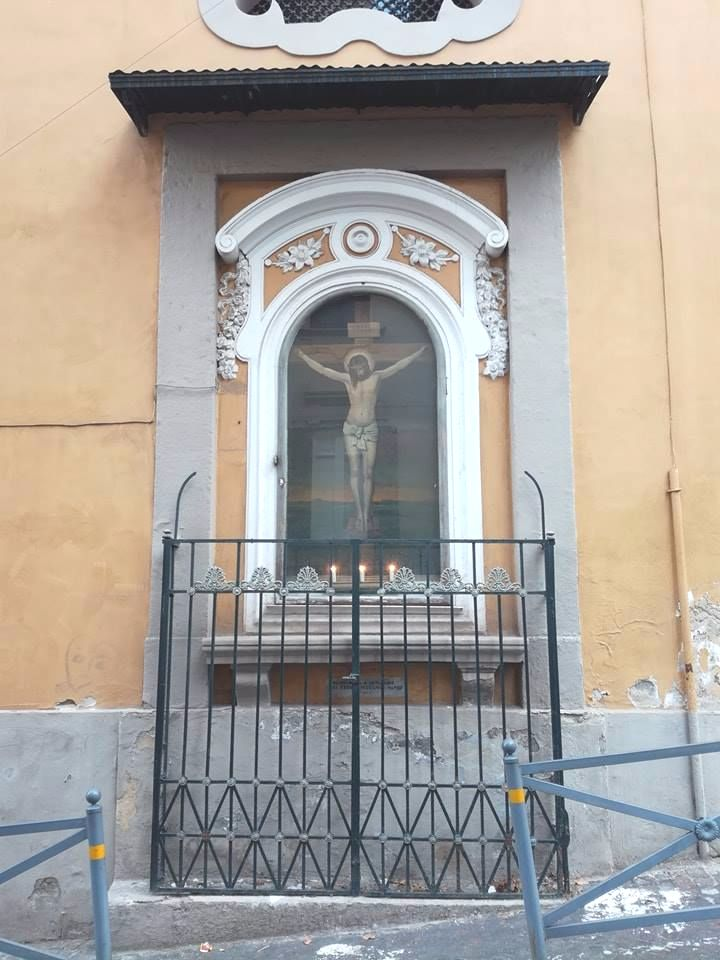
Santuario sagrado a la izquierda de la fachada